# Lewiston (Utah)
Lewiston is een plaats (city) in de Amerikaanse staat Utah, en valt bestuurlijk gezien onder Cache County.

## Demografie
Bij de volkstelling in 2000 werd het aantal inwoners vastgesteld op 1877.
In 2006 is het aantal inwoners door het United States Census Bureau geschat op 1652, een daling van 225 (-12.0%).

## Geografie
Volgens het United States Census Bureau beslaat de plaats een oppervlakte van
66,5 km², waarvan 66,2 km² land en 0,3 km² water.

## Plaatsen in de nabije omgeving
De onderstaande figuur toont nabijgelegen plaatsen in een straal van 12 km rond Lewiston.